# Swallow the Sun/Diskografie
Diese Diskografie ist eine Übersicht über die musikalischen Werke der finnischen Death-Doom-Band Swallow the Sun. Ihre erfolgreichste Veröffentlichung ist das siebte Album When a Shadow Is Forced into the Light, welches Platz eins der finnischen Charts erreichte. In Deutschland konnte die Band bereits die Platzierungen 63, 52 und 33 erreichen.

## Alben

### Studioalben
| Jahr | Titel Musiklabel                                                  | Höchstplatzierung, Gesamtwochen, AuszeichnungChartplatzierungen (Jahr, Titel, Musiklabel, Platzierungen, Wochen, Auszeichnungen, Anmerkungen) | Höchstplatzierung, Gesamtwochen, AuszeichnungChartplatzierungen (Jahr, Titel, Musiklabel, Platzierungen, Wochen, Auszeichnungen, Anmerkungen) | Höchstplatzierung, Gesamtwochen, AuszeichnungChartplatzierungen (Jahr, Titel, Musiklabel, Platzierungen, Wochen, Auszeichnungen, Anmerkungen) | Höchstplatzierung, Gesamtwochen, AuszeichnungChartplatzierungen (Jahr, Titel, Musiklabel, Platzierungen, Wochen, Auszeichnungen, Anmerkungen) | Anmerkungen                             |
| Jahr | Titel Musiklabel                                                  | FI | DE | AT | CH | Anmerkungen                             |
| ---- | ----------------------------------------------------------------- | --- | --- | --- | --- | --------------------------------------- |
| 2003 | The Morning Never Came Firebox Records                            | — | — | — | — | Erstveröffentlichung: 15. November 2003 |
| 2005 | Ghosts of Loss Firebox Records                                    | FI8 (3 Wo.)FI | — | — | — | Erstveröffentlichung: 24. August 2005   |
| 2007 | Hope Spinefarm Records                                            | FI3 (3 Wo.)FI | — | — | — | Erstveröffentlichung: 7. Februar 2007   |
| 2009 | New Moon Spinefarm Records, Svart Records                         | FI10 (1 Wo.)FI | — | — | — | Erstveröffentlichung: 4. November 2009  |
| 2012 | Emerald Forest and the Blackbird Spinefarm Records, Svart Records | FI2 (5 Wo.)FI | — | — | — | Erstveröffentlichung: 1. Februar 2012   |
| 2015 | Songs from the North I, II & III Century Media Records            | FI7 (4 Wo.)FI | DE52 (1 Wo.)DE | — | — | Erstveröffentlichung: 13. November 2015 |
| 2019 | When a Shadow Is Forced into the Light Century Media Records      | FI1 (2 Wo.)FI | DE33 (1 Wo.)DE | AT63 (1 Wo.)AT | CH38 (1 Wo.)CH | Erstveröffentlichung: 25. Januar 2019   |
| 2021 | Moonflowers Century Media Records                                 | FI2 (2 Wo.)FI | DE58 (2 Wo.)DE | — | CH61 (1 Wo.)CH | Erstveröffentlichung: 19. November 2021 |
| 2024 | Shining Century Media Records                                     | — | DE95 (1 Wo.)DE | AT50 (1 Wo.)AT | CH49 (1 Wo.)CH | Erstveröffentlichung: 18. Oktober 2024  |

### Livealben
| Jahr | Titel Musiklabel                                                               | Höchstplatzierung, Gesamtwochen, AuszeichnungChartplatzierungen (Jahr, Titel, Musiklabel, Platzierungen, Wochen, Auszeichnungen, Anmerkungen) | Höchstplatzierung, Gesamtwochen, AuszeichnungChartplatzierungen (Jahr, Titel, Musiklabel, Platzierungen, Wochen, Auszeichnungen, Anmerkungen) | Höchstplatzierung, Gesamtwochen, AuszeichnungChartplatzierungen (Jahr, Titel, Musiklabel, Platzierungen, Wochen, Auszeichnungen, Anmerkungen) | Höchstplatzierung, Gesamtwochen, AuszeichnungChartplatzierungen (Jahr, Titel, Musiklabel, Platzierungen, Wochen, Auszeichnungen, Anmerkungen) | Anmerkungen                          |
| Jahr | Titel Musiklabel                                                               | FI | DE | AT | CH | Anmerkungen                          |
| ---- | ------------------------------------------------------------------------------ | --- | --- | --- | --- | ------------------------------------ |
| 2021 | 20 Years of Gloom, Beauty and Despair – Live in Helsinki Century Media Records | — | DE63 (1 Wo.)DE | — | — | Erstveröffentlichung: 20. April 2021 |

### EPs
| Jahr | Titel Musiklabel                        | Höchstplatzierung, Gesamtwochen, AuszeichnungChartplatzierungen (Jahr, Titel, Musiklabel, Platzierungen, Wochen, Auszeichnungen, Anmerkungen) | Höchstplatzierung, Gesamtwochen, AuszeichnungChartplatzierungen (Jahr, Titel, Musiklabel, Platzierungen, Wochen, Auszeichnungen, Anmerkungen) | Höchstplatzierung, Gesamtwochen, AuszeichnungChartplatzierungen (Jahr, Titel, Musiklabel, Platzierungen, Wochen, Auszeichnungen, Anmerkungen) | Höchstplatzierung, Gesamtwochen, AuszeichnungChartplatzierungen (Jahr, Titel, Musiklabel, Platzierungen, Wochen, Auszeichnungen, Anmerkungen) | Anmerkungen                              |
| Jahr | Titel Musiklabel                        | FI | DE | AT | CH | Anmerkungen                              |
| ---- | --------------------------------------- | --- | --- | --- | --- | ---------------------------------------- |
| 2008 | Plague of Butterflies Spinefarm Records | FI1 (2 Wo.)FI | — | — | — | Erstveröffentlichung: 17. September 2008 |

## Singles
| Jahr | Titel Album                           | Höchstplatzierung, Gesamtwochen, AuszeichnungChartsChartplatzierungen (Jahr, Titel, Album, Platzierungen, Wochen, Auszeichnungen, Anmerkungen) | Anmerkungen                       |
| Jahr | Titel Album                           | FI | Anmerkungen                       |
| ---- | ------------------------------------- | --- | --------------------------------- |
| 2005 | Forgive Her Ghosts of Loss            | FI4 (6 Wo.)FI | Veröffentlicht am 13. April 2005  |
| 2007 | Don’t Fall Asleep (Horror Pt. 2) Hope | FI3 (4 Wo.)FI | Veröffentlicht am 10. Januar 2007 |

Weitere Singles
- 2009: New Moon
- 2012: Silent Towers
- 2018: Lumina Aurea

## Videoalben und Musikvideos

### Videoalben
- 2021: 20 Years of Gloom, Beauty and Despair – Live in Helsinki

### Musikvideos
| Jahr | Titel                  | Produzent                                 |
| ---- | ---------------------- | ----------------------------------------- |
| 2008 | Don’t Fall Asleep      | Spinefarm Records                         |
| 2012 | Cathedral Walls        | Eva Lingon                                |
| 2015 | Rooms and Shadows      | Century Media Records                     |
| 2018 | Lumina Aurea           | Aapo Lahtela & Vesa Ranta                 |
| 2019 | Firelights             | Aapo Lahtela und Vesa Ranta               |
| 2021 | Woven Into Sorrow      | Dronicon Films                            |
| 2021 | Enemy                  | Dronicon Films                            |
| 2022 | The Void               | Sam Jamsen                                |
| 2022 | This House Has No Home | Vesa Ranta & Petri Marttinen, Kaira Films |

| Jahr | Titel                      | Produzent                   |
| ---- | -------------------------- | --------------------------- |
| 2015 | Heartstrings Shattering    | Century Media Records       |
| 2015 | Pray For The Winds To Come | Century Media Records       |
| 2015 | Abandoned By The Light     | Century Media Records       |
| 2018 | Lumina Aurea               | Aapo Lahtela & Vesa Ranta   |
| 2019 | Firelights                 | Aapo Lahtela und Vesa Ranta |

| Jahr | Titel                                                 | Produzent             |
| ---- | ----------------------------------------------------- | --------------------- |
| 2019 | Stone Wings (Live at John Smith Festival)             | Century Media Records |
| 2019 | Firelights (Live at John Smith Festival)              | Century Media Records |
| 2021 | 66,50'N,28,40'E (Live in Helsinki)                    | Century Media Records |
| 2021 | Don't Fall Asleep Horror - Part II (Live in Helsinki) | Century Media Records |

| Jahr | Titel                        | Produzent      |
| ---- | ---------------------------- | -------------- |
| 2021 | Moonflowers Bloom In Misery  | Dronicon Films |
| 2021 | Enemy                        | Dronicon Films |
| 2021 | Woven Into Sorrow            | Dronicon Films |
| 2021 | Keep Your Heart Safe From Me | Dronicon Films |
| 2021 | All Hallows’ Grieve          | Dronicon Films |
| 2021 | The Void                     | Dronicon Films |
| 2021 | The Fight Of Your Life       | Dronicon Films |
| 2021 | This House Has No Home       | Dronicon Films |

## Sonderveröffentlichungen
Demos
- 2003: Out of This Gloomy Light

## Statistik

### Chartauswertung
|                     | FI    | DE    | AT    | CH    |
| ------------------- | ----- | ----- | ----- | ----- |
| Nummer-eins-Alben   | FI2FI | DE—DE | AT—AT | CH—CH |
| Top-10-Alben        | FI7FI | DE—DE | AT—AT | CH—CH |
| Alben in den Charts | FI7FI | DE5DE | AT2AT | CH3CH |

|                       | FI    |
| --------------------- | ----- |
| Nummer-eins-Singles   | FI—FI |
| Top-10-Singles        | FI2FI |
| Singles in den Charts | FI2FI |